# Fabronia trichophora
Fabronia trichophora är en bladmossart som beskrevs av Jules Cardot 1909. Fabronia trichophora ingår i släktet Fabronia och familjen Fabroniaceae. Inga underarter finns listade i Catalogue of Life.